# Hermes DVS
L'Hermes DVS és un club multiesportiu neerlandès amb seu a Schiedam. El club té seccions de futbol, cricket, esquaix i rugbi.

## Història
El club va ser fundat el 8 d'abril de 1884. Va ser subcampió al Campionat de la Lliga de Futbol dels Països Baixos de 1951–52. L'Hermes DVS va guanyar el títol nacional de cricket el 1938 i el 1946, i l'equip femení va guanyar el títol el 2014.

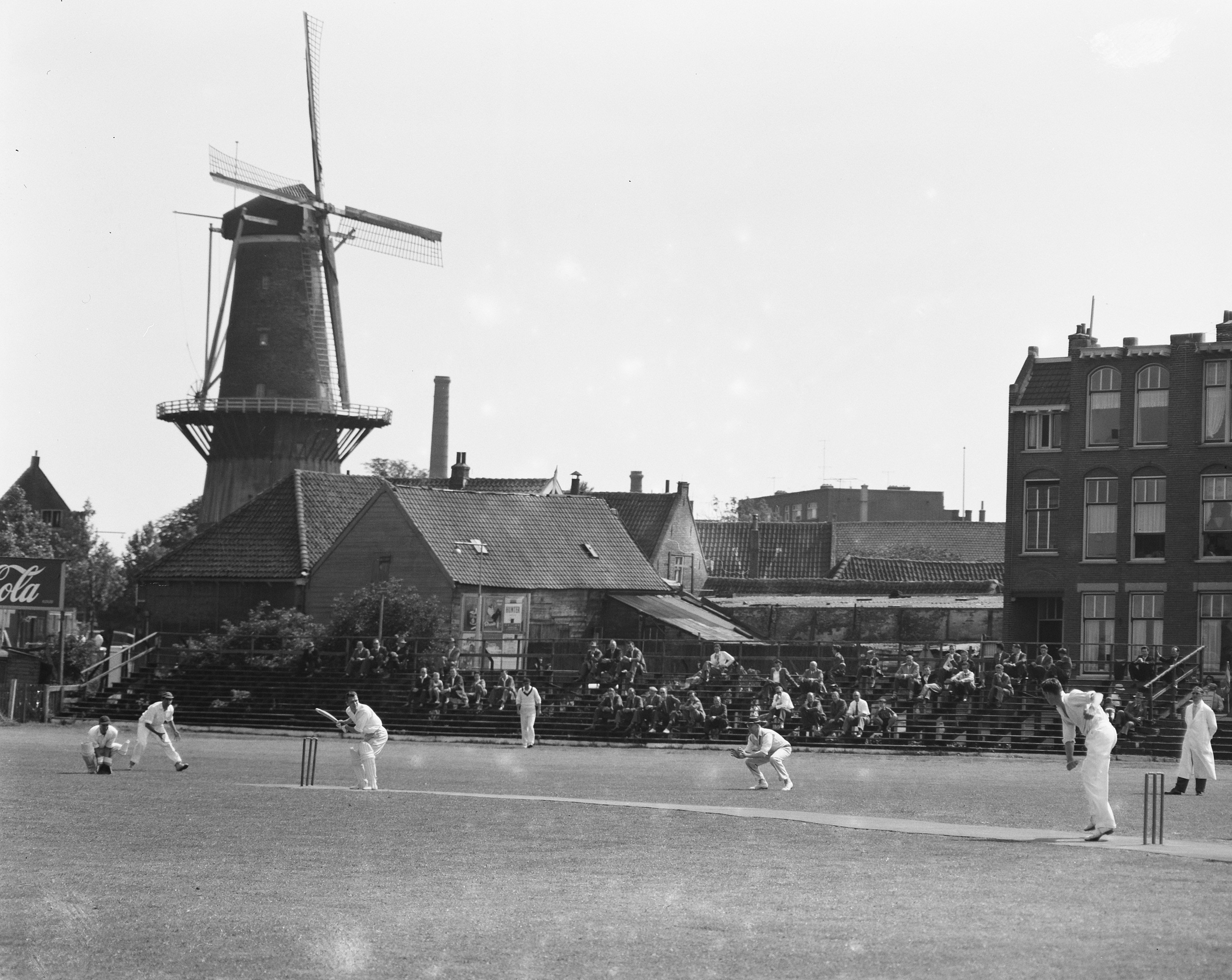
L'Hermes DVS contra l'ACC (1957) a l'antic terreny de l'Hermes DVS, Nieuwe Damlaan

## Antics jugadors de futbol

### Jugadors de la selecció nacional
Els següents jugadors van ser convocats per representar els seus equips nacionals en el futbol internacional i van rebre convocatòries durant la seva estada a l'Hermes DVS:
 
- Sjaak de Bruin (1929–1931)
- Jan van Buijtenen (1937–1954)
- Jaap van de Griend (1924–1932)
- Frans van der Klink (1950–1951)
- Cock van der Tuijn (1942–1962)

- Els anys entre parèntesis indiquen la trajectòria professional amb l'Hermes DVS.